# Monnecles apollinarii
Monnecles apollinarii là một loài bọ cánh cứng trong họ Cerambycidae.